# Voyager (V6のアルバム)
『Voyager』（ボイジャー）は、2007年9月12日にavex traxから発売されたV6の10作目のオリジナルアルバム。オリコンアルバムチャートで通算1000作目の1位を獲得した（同年9月24日付）。

## 概要
初回限定盤A（CD+DVD）初回限定盤B（CD+CD）通常盤（CDのみ）の3形態がリリースされた。
V6にとってアルバム1位は2006年8月発売のベストアルバム『Very best II』に続き、2作連続通算10作目である。オリジナルアルバムでは2003年8月発売の『∞ INFINITY 〜LOVE & LIFE〜』以来、4年1ヶ月ぶりの1位獲得となった。
この週のオリコンチャートではシングル1位がKinKi Kidsの『永遠に』、アルバム1位が本作という結果になり、ジャニーズアーティストがシングル・アルバム共に首位を獲得した結果になった。
初回限定盤Bの特典CDには、メンバー6人全員のソロ曲が収録されている。これは、V6のオリジナルアルバムとしては初である。（6人全員のソロ曲が収録されているミニアルバムとしては、『SUPER HEROES』がある。）

## 収録曲

### CD
※シングル曲の詳細はそのページを参照。
1. Voyager 〜ボイジャー〜
作詞・作曲・編曲：HIKARI、コーラスアレンジ：鈴木弘明
  - 本作のリードトラック、タイトルチューン
  - TBS系「学校へ行こう!MAX」テーマソング
2. Live Show 
作詞：日比野裕史・Leonn、作曲：日比野裕史、編曲：中村"Nam-Nam"康就、コーラスアレンジ：鈴木弘明
3. ユメノサキ - 20th Century
作詞：KOMU、作曲：浅利進吾、編曲：REO、コーラスアレンジ：鈴木弘明
4. ジャスミン
作詞・作曲：近藤薫、編曲：小幡英之、コーラスアレンジ：鈴木弘明
  - 31stシングルの1曲目
5. ROCK THE HOUSE - Coming Century
作詞・作曲・編曲：MOTSU
6. HONEY BEAT
作詞・作曲：近藤薫、編曲：鈴木雅也、コーラスアレンジ：鈴木弘明
  - 30thシングルの1曲目
7. I give smile to you
作詞：KOMU、作曲・編曲：HIKARI、コーラスアレンジ：鈴木弘明
8. BRAND NEW DAY, BRAND NEW LIFE
作詞・作曲：蔡忠浩、編曲：林"Masssy"昌史、コーラスアレンジ：鈴木弘明
9. Rainbow
作詞：小川マキ、作曲：大隅知宇、編曲：久米康隆
  - 31stシングルの2曲目
10. 僕と僕らのあした
作詞・作曲：竹仲絵里、編曲：小幡英之
  - 30thシングルの2曲目
11. シュガー・ナイトメア
作詞・作曲：山中さわお、編曲：山中さわお&the pillows
12. ハジマリ
作詞・作曲：大隅知宇、編曲：小幡英之
13. グッデイ!!（歌いわけ変えましたVersion）
  - 29thシングルのアルバムバージョン、バージョン記述通りシングルバージョンと異なるパート分けになっている。

通常盤のみ収録。
曲終了後、シークレットトラック「おっイェイ!」を収録。

### DVD
※初回限定盤Aのみ
1. 「Voyager 〜ボイジャー〜」Music Clip
2. SPECIAL MAKING MOVIE “V6 in THAILAND”

### ボーナスCD
※初回限定盤Bのみ
1. I・N・O=NUT KID - 井ノ原快彦
作詞・作曲：井ノ原快彦、編曲：久米康隆
  - 井ノ原快彦主演 舞台「イノなき」劇中歌
2. 夕暮れオレンジ - 三宅健
作詞・作曲：Taro Suruga（sleepydog）、編曲：小幡英之
3. Time's on my side - 坂本昌行
作詞：MIYAKO、作曲：すみだしんや、編曲：水島康貴
4. My life - 長野博
作詞：Shihomi、作曲：日比野裕史、編曲：久米康隆
5. candy - 森田剛
作詞・作曲：Chara、編曲：Chara&蔦谷好位置、プロデュース：Chara
6. NO "FIN" - 岡田准一
作詞・作曲：宮沢和史、編曲プロデュース：GANGA ZUMBA

## ライブ・パフォーマンス
Voyager 〜ボイジャー〜
- 『ザ少年倶楽部プレミアム』（2007年9月16日、NHK BSプレミアム）
テレビ初披露

シュガー・ナイトメア
- 『ザ少年倶楽部プレミアム』（2007年9月16日、NHK BSプレミアム）
テレビ初披露